# Cal Gardner
Calvin Pearly Gardner (* 30. Oktober 1924 in Transcona, Manitoba; † 10. Oktober 2001) war ein kanadischer Eishockeyspieler und -trainer, der in seiner aktiven Zeit von 1945 bis 1961 unter anderem für die New York Rangers, Toronto Maple Leafs, Chicago Blackhawks und Boston Bruins in der National Hockey League gespielt hat. Seine Söhne Paul und Dave sowie Enkel Ryan waren ebenfalls professionelle Eishockeyspieler.

## Karriere
Cal Gardner begann seine Karriere als Eishockeyspieler in der Amateurmannschaft der Winnipeg Rangers, mit denen er 1943 den Memorial Cup gewann. Anschließend verbrachte der Angreifer ein Jahr lang bei der Port Arthur Navy, ehe er ebenfalls ein Jahr lang pausierte. Zur Saison 1945/46 gab er sein Debüt im professionellen Eishockey für die New York Rovers aus der Eastern Hockey League. Noch während der Spielzeit wechselte er jedoch zu den New York Rangers aus der National Hockey League, für die er zweieinhalb Jahre lang auf dem Eis stand, ehe er am 26. April 1948 zusammen mit Bill Juzda, Rene Trudell und den Rechten an Frank Mathers im Tausch für Wally Stanowski und Elwyn Morris an die Toronto Maple Leafs abgegeben wurde. Mit den Maple Leafs gelang dem Linksschützen 1949 und 1951 jeweils der Gewinn des prestigeträchtigen Stanley Cups. In seiner Zeit bei der Mannschaft aus Ontario nahm er zudem zwei Mal am NHL All-Star Game teil.
Am 11. September 1952 wurde Gardner zusammen mit Ray Hannigan, Al Rollins und Gus Mortson für Harry Lumle zu den Chicago Blackhawks transferiert, bei denen er nur eine Spielzeit lang blieb, ehe er von 1953 bis 1957 für deren Ligarivalen Boston Bruins auflief. In der Saison 1957/58 war der Center als Spielertrainer für die Springfield Indians aus der American Hockey League tätig, mit denen er in den Finalspielen um den Calder Cup den Hershey Bears in der Best-of-Seven-Serie mit 2:4 unterlag. Es folgten je eine Spielzeit bei den Providence Reds in der AHL und den Kingston Frontenacs aus der Eastern Professional Hockey League, ehe er im Anschluss an die Saison 1960/61, die er bei den Cleveland Barons aus der AHL verbracht hatte, im Alter von 36 Jahren seine aktive Laufbahn beendete.

## Erfolge und Auszeichnungen
| - 1943 Memorial-Cup-Gewinn mit den Winnipeg Rangers - 1946 EHL First All-Star Team - 1946 John Carlin Trophy - 1948 NHL All-Star Game | - 1949 Stanley-Cup-Gewinn mit den Toronto Maple Leafs - 1949 NHL All-Star Game - 1951 Stanley-Cup-Gewinn mit den Toronto Maple Leafs - 1958 AHL Second All-Star Team |